# Danh sách cầu dài nhất thế giới

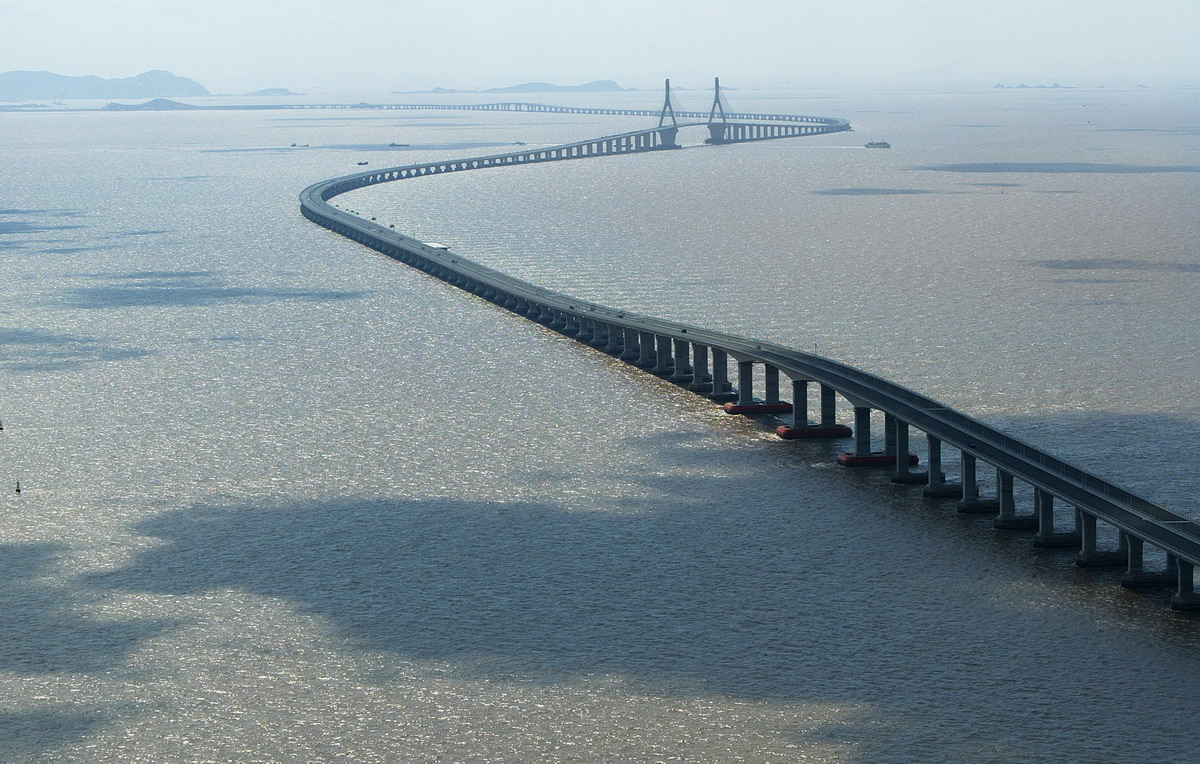
Cầu Đông Hải, một trong những cầu vượt biển dài nhất thế giới

Dưới đây là danh sách các cầu có chiều dài trên 2 km.
| Tên | Chiều dài mét (feet)   | Nhịp cầu mét (feet)           | Hoàn thành                                  | Giao thông                          | Quốc gia                                |
| --- | ---------------------- | ----------------------------- | ------------------------------------------- | ----------------------------------- | --------------------------------------- |
| Cầu Đan Dương-Côn Sơn Cây cầu dài nhất thế giới (tất cả các kiểu cầu), Kỷ lục Guiness 2011 Đường sắt cao tốc Bắc Kinh-Thượng Hải | 164.800 m (540.700 ft) | 80 m (260 ft)                 | 2010 2011 (Thông xe)                        | Đường sắt cao tốc                   | Trung Quốc                              |
| Cầu Thiên Tân Cây cầu dài thứ hai thế giới (tất cả các kiểu cầu), Kỷ lục Guiness 2011 Đường sắt cao tốc Bắc Kinh-Thượng Hải      | 113.700 m (373.000 ft) | ?                             | 2010 2011 (Thông xe)                        | Đường sắt cao tốc                   | Trung Quốc                              |
| Cầu Vị Nam Vị Hà Đường sắt cao tốc Trịnh Châu-Tây An                                                                             | 79.732 m (261.588 ft)  | 80 m (260 ft)                 | 2008 2010 (Thông xe)                        | Đường sắt cao tốc                   | Trung Quốc                              |
| Cầu cao tốc Bang Na Cầu đường bộ dài nhất thế giới, Kỷ lục Guiness 2000                                                          | 54.000 m (177.000 ft)  | 44 m (144 ft)                 | 2000                                        | Đường bộ                            | Thái Lan                                |
| Cầu Bắc Kinh Đường sắt cao tốc Bắc Kinh-Thượng Hải                                                                               | 48.153 m (157.982 ft)  | 108 m (354 ft)                | 2010 2011 (Thông xe)                        | Đường sắt cao tốc                   | Trung Quốc                              |
| Cầu vịnh Giao Châu Cây cầu dài nhất trên mặt nước (tính toàn bộ chiều dài)                                                       | 42.500 m (139.400 ft)  | 260 m (850 ft)                | 2011                                        | Đường bộ                            | Trung Quốc                              |
| Cầu cao tốc Hồ Pontchartrain Cây cầu dài nhất trên mặt nước (liên tục)                                                           | 38.442 m (126.122 ft)  | 46 m (151 ft)                 | 1956 (SB) 1969 (NB)                         | Đường bộ                            | Hoa Kỳ                                  |
| Cầu vượt đầm Manchac | 36.710 m (120.440 ft)  | ?                             | 1970                                        | Đường bộ                            | Hoa Kỳ                                  |
| Cầu Yangcun Đường cao tốc liên vùng Bắc Kinh-Thiên Tân                                                                           | 35.812 m (117.493 ft)  | ?                             | 2007                                        | Đường sắt cao tốc                   | Trung Quốc                              |
| Cầu vịnh Hàng Châu | 35.673 m (117.037 ft)  | 448 m (1.470 ft)              | 2007                                        | Đường bộ                            | Trung Quốc                              |
| Cầu Nhuận Dương | 35.660 m (116.990 ft)  | 1.490 m (4.890 ft)            | 2005                                        | Đường bộ                            | Trung Quốc                              |
| Cầu Đông Hải | 32.500 m (106.600 ft)  | 400 m (1.300 ft)              | 2005                                        | Đường bộ                            | Trung Quốc                              |
| Đường tàu đệm từ Thượng Hải | 29.908 m (98.123 ft)   | ?                             | 2003                                        | Tàu đệm từ                          | Trung Quốc                              |
| Cầu Atchafalaya Basin | 29.290 m (96.100 ft)   | ?                             | 1973                                        | Đường bộ                            | Hoa Kỳ                                  |
| Cầu Yển Sư Đường sắt cao tốc Trịnh Châu-Tây An                                                                                   | 28.543 m (93.645 ft)   | ?                             | 2009                                        | Đường sắt cao tốc                   | Trung Quốc                              |
| Cầu cao tốc Vua Fahd | 25.000 m (82.000 ft)   | ?                             | 1986                                        | Đường bộ                            | Ả Rập Xê Út và Bahrain                  |
| Cầu Kim Đường | 26.540 m (87.070 ft)   | ?                             | 2009                                        | Đường bộ                            | Trung Quốc                              |
| Cầu đường sắt Jinbin Light | 25.800 m (84.600 ft)   | ?                             | 2003                                        |                                     | Trung Quốc                              |
| Suvarnabhumi Airport Link | 24.500 m (80.400 ft)   | ?                             | 2010                                        | Đường sắt                           | Thái Lan                                |
| Cầu-hầm Vịnh Chesapeake (Virginia)                                                                                               | 24.140 m (79.200 ft)   | ?                             | 1964 (NB) 1999 (SB)                         | Đường bộ                            | Hoa Kỳ                                  |
| Cầu sông Liangshui Đường cao tốc liên vùng Bắc Kinh-Thiên Tân                                                                    | 21.563 m (70.745 ft)   | ?                             | 2007                                        | Đường sắt cao tốc                   | Trung Quốc                              |
| Cầu sông Yongding Đường cao tốc liên vùng Bắc Kinh-Thiên Tân                                                                     | 21.133 m (69.334 ft)   | ?                             | 2007                                        | Đường sắt cao tốc                   | Trung Quốc                              |
| Cầu 6th October | 20.500 m (67.300 ft)   | ?                             | 1996                                        | Đường bộ                            | Ai Cập                                  |
| Cầu cạn C215 Taiwan High Speed Đường sắt                                                                                         | 20.000 m (66.000 ft)   | ?                             | 2007                                        | Đường sắt cao tốc                   | Đài Loan                                |
| Cầu Incheon | 18.384 m (60.315 ft)   | 800 m (2.600 ft)              | 2009                                        | Đường bộ                            | Hàn Quốc                                |
| Cầu Thương Châu–Đức Châu Đường sắt cao tốc Bắc Kinh-Thượng Hải                                                                   | 18.200 m (59.700 ft)   | 128 m (420 ft)                | 2010 2011 (Thông xe)                        | Đường sắt cao tốc                   | Trung Quốc                              |
| Đường chạy thử Aérotrain Không còn sử dụng                                                                                       | 18.000 m (59.000 ft)   | ?                             | 1965                                        | Đường sắt (prototype)               | Pháp                                    |
| Cầu Bonnet Carré Spillway thuộc I-10                                                                                             | 17.702 m (58.077 ft)   | ?                             | 1960s                                       | Đường bộ                            | Hoa Kỳ                                  |
| Cầu Vasco da Gama Cầu dài nhất châu Âu                                                                                           | 17.185 m (56.381 ft)   | 450 m (1.480 ft)              | 1998                                        | Đường bộ                            | Bồ Đào Nha                              |
| Cầu Cross Beijing Ring Đường cao tốc liên vùng Bắc Kinh-Thiên Tân                                                                | 15.595 m (51.165 ft)   | ?                             | 2007                                        | Đường sắt cao tốc                   | Trung Quốc                              |
| Cầu Kama | 13.967 m (45.823 ft)   | ?                             | 2002                                        | Đường bộ                            | Nga                                     |
| Cầu Penang | 13.500 m (44.300 ft)   | 225 m (738 ft)                | 1985                                        | Đường bộ                            | Malaysia                                |
| Cầu cạn Kam Sheung-Tuen Mun | 13.400 m (44.000 ft)   | ?                             | 2003                                        | Đường sắt                           | Hồng Kông                               |
| Wuppertal Schwebebahn | 13.300 m (43.600 ft)   | 33 m (108 ft)                 | 1903                                        | Suspended monoĐường sắt track       | Đức                                     |
| Cầu Rio-Niterói | 13.290 m (43.600 ft)   | 300 m (980 ft)                | 1974                                        | Đường bộ                            | Brasil                                  |
| Cầu Bhumibol | 13.000 m (43.000 ft)   | 398 m (1.306 ft)              | 2006                                        | Đường bộ                            | Thái Lan                                |
| Cầu Ulyanovsk Mới | 12.980 m (42.590 ft)   | 220 m (720 ft)                | 2009                                        | Đường bộ                            | Nga                                     |
| Cầu Confederation Cây cầu dài nhất trên băng (mùa đông)                                                                          | 12.900 m (42.300 ft)   | 250 m (820 ft) (43x)          | 1997                                        | Đường bộ                            | Canada                                  |
| Jubilee Parkway | 12.875 m (42.241 ft)   | ?                             | 1978                                        | Đường bộ                            | Hoa Kỳ                                  |
| Cầu Novyi Saratovskiy | 12.760 m (41.860 ft)   | 1.228 m (4.029 ft)            | 2000                                        | Đường bộ                            | Nga                                     |
| Cầu Rudong Yangkou qua Hoàng Hải                                                                                                 | 12.600 m (41.300 ft)   | ?                             | 2008                                        | Đường bộ                            | Trung Quốc                              |
| Cầu sông Nam Kinh (Tần Hoài) Đường sắt cao tốc Bắc Kinh-Thượng Hải                                                               | 12.000 m (39.000 ft)   | ?                             | 2010                                        | Đường sắt cao tốc                   | Trung Quốc                              |
| Cầu Qingshuihe | 11.700 m (38.400 ft)   | ?                             | 2006                                        | Đường sắt                           | Trung Quốc                              |
| Cầu Leziria | 11.670 m (38.290 ft)   | 133 m (436 ft)                | 2007                                        |                                     | Bồ Đào Nha                              |
| Hyderabad (P.V. Expressway) | 11.600 m (38.100 ft)   | ?                             | 2009                                        | Đường bộ                            | Ấn Độ                                   |
| Cầu San Mateo-Hayward | 11.265 m (36.959 ft)   | 3.100 m (10.200 ft)           | 1967                                        | Đường bộ                            | Hoa Kỳ                                  |
| Cầu Zhenjiang Beijing-Shanghai Đường sắt cao tốcway                                                                              | 11.000 m (36.000 ft)   | ?                             | 2010                                        | Đường sắt cao tốc                   | Trung Quốc                              |
| Cầu Seven Mile | 10.887 m (35.719 ft)   | 41 m (135 ft)                 | 1982                                        | Đường bộ                            | Hoa Kỳ                                  |
| Cầu Sunshine Skyway | 10.500 m (34.400 ft)   | 366 m (1.201 ft)              | 1987                                        | Đường bộ                            | Hoa Kỳ                                  |
| Cầu Third Mainland | 10.500 m (34.400 ft)   | ?                             | 1991                                        | Đường bộ                            | Nigeria                                 |
| Cầu Sơn Đông-Hà Nam | 10.282 m (33.734 ft)   | ?                             | 1985                                        |                                     | Trung Quốc                              |
| Cầu Vu Hồ Trường Giang | 10.020 m (32.870 ft)   | 312 m (1.024 ft)              | 2000                                        | Đường bộ & Đường sắt                | Trung Quốc                              |
| Cầu cao Hosur (Bangalore) Expressway connecting Downtown Bangalore to Electronics City on Hosur Đường bộ                         | 9.945 m (32.628 ft)    | ?                             | 2010                                        | Đường bộ                            | Ấn Độ                                   |
| Cầu sông Trường Giang-Thượng Hải                                                                                                 | 9.970 m (32.710 ft)    | 730 m (2.400 ft)              | 2009                                        | Đường bộ (& tương lai là đường sắt) | Trung Quốc                              |
| Cầu General W.K. Wilson Jr. | 9.786 m (32.106 ft)    | ?                             | ?                                           | Đường bộ                            | Hoa Kỳ                                  |
| Cầu Norfolk Southern Lake Pontchartrain                                                                                          | 9.300 m (30.500 ft)    | ?                             | ?                                           | Đường sắt                           | Hoa Kỳ                                  |
| Cầu Nanjing Dashengguan sông Trường Giang                                                                                        | 9.273 m (30.423 ft)    | 336 m (1.102 ft)              | 2010                                        | Đường sắt cao tốc                   | Trung Quốc                              |
| Cầu vượt đầm Chacahoula | 9.005 m (29.544 ft)    | ?                             | 1995                                        |                                     | Hoa Kỳ                                  |
| Cầu I-10 Twin Span thuộc I-10 | 8.851 m (29.039 ft)    | ?                             | 1962 (Original) 2009 (New WB) 2011 (New EB) | Đường bộ                            | Hoa Kỳ                                  |
| Cầu Richmond-San Rafael | 8.851 m (29.039 ft)    | 317 m (1.040 ft)              | 1956                                        | Đường bộ                            | Hoa Kỳ                                  |
| Cầu General Rafael Urdaneta | 8.678 m (28.471 ft)    | 235 m (771 ft)                | 1962                                        | Đường bộ                            | Venezuela                               |
| Cầu Virginia Dare Memorial | 8.369 m (27.457 ft)    | ?                             | 2002                                        | Đường bộ                            | Hoa Kỳ                                  |
| Cầu Yangpu | 8.354 m (27.408 ft)    | 602 m (1.975 ft)              | 1993                                        | Đường bộ                            | Trung Quốc                              |
| Cầu Xiasha | 8.230 m (27.000 ft)    | 232 m (761 ft)                | 1991                                        |                                     | Trung Quốc                              |
| Cầu Sutong | 8.206 m (26.923 ft)    | 1.088 m (3.570 ft)            | 2008                                        | Đường bộ                            | Trung Quốc                              |
| Cầu Mackinac | 8.038 m (26.371 ft)    | 1.158 m (3.799 ft)            | 1957                                        | Đường bộ                            | Hoa Kỳ                                  |
| Cầu vượt đầm Destrehan | 7.902 m (25.925 ft)    | ?                             | 1992                                        | Đường bộ                            | Hoa Kỳ                                  |
| Cầu Öresund | 7.845 m (25.738 ft)    | 490 m (1.610 ft)              | 1999                                        | Đường bộ & Đường sắt                | Đan Mạch/ Thụy Điển                     |
| Cầu Maestri | 7.693 m (25.240 ft)    | 11 m (36 ft)                  | 1928                                        | Đường bộ                            | Hoa Kỳ                                  |
| Cầu Jiujiang sông Trường Giang                                                                                                   | 7.675 m (25.180 ft)    | 216 m (709 ft)                | 1992                                        | Đường bộ & Đường sắt                | Trung Quốc                              |
| Cầu sông James | 7.425 m (24.360 ft)    | 126 m (413 ft)                | 1983                                        | Đường bộ                            | Hoa Kỳ                                  |
| Cầu Gwangan | 7.420 m (24.340 ft)    | ?                             | 2002                                        | Đường bộ                            | Hàn Quốc                                |
| Cầu Champlain (Montreal) | 7.414 m (24.324 ft)    | 215 m (705 ft)                | 1967                                        | Đường bộ                            | Canada                                  |
| Cầu Seohae | 7.310 m (23.980 ft)    | 470 m (1.540 ft)              | 2000                                        |                                     | Hàn Quốc                                |
| Cầu Volgograd | 7.110 m (23.330 ft)    | ?                             | October 2009                                | ?                                   | Nga                                     |
| Cầu Vịnh Chesapeake (Maryland)                                                                                                   | 6.946 m (22.789 ft)    | 490 m (1.610 ft)              | 1952, 1973                                  | Đường bộ                            | Hoa Kỳ                                  |
| Cầu Huey P. Long | 7.000 m (23.000 ft)    | ?                             | 1936                                        | Đường bộ & Đường sắt                | Hoa Kỳ                                  |
| Cầu Great Belt (cầu Đông) | 6.790 m (22.280 ft)    | 1.624 m (5.328 ft)            | 1998                                        | Đường bộ                            | Đan Mạch                                |
| Cầu Nanjing sông Trường Giang | 6.772 m (22.218 ft)    | 160 m (520 ft)                | 1968                                        | Đường bộ và đường sắt               | Trung Quốc                              |
| Cầu Great Belt (cầu Tây) | 6.611 m (21.690 ft)    | ?                             | 1998                                        | Đường bộ & Đường sắt                | Đan Mạch                                |
| Cầu Thanlwin (Mawlamyaing) | 6.589 m (21.617 ft)    | ?                             | 2005                                        | Đường bộ, Đường sắt & pedestrian    | Myanmar                                 |
| Cầu St. George Island | 6.588 m (21.614 ft)    | 366 m (1.201 ft)              | 2004                                        | Đường bộ                            | Hoa Kỳ                                  |
| Cầu Astoria-Megler | 6.545 m (21.473 ft)    | 375 m (1.230 ft)              | 1966                                        | Đường bộ                            | Hoa Kỳ                                  |
| Cầu Öland | 6.072 m (19.921 ft)    | 130 m (430 ft)                | 1972                                        | Đường bộ                            | Thụy Điển                               |
| Cầu Libertador General San Martín                                                                                                | 5.966 m (19.573 ft)    | 220 m (720 ft)                | 1976                                        | Đường bộ                            | Uruguay và Argentina                    |
| Cầu Hernando de Soto | 5.954 m (19.534 ft)    | 274 m (899 ft)                | 1973                                        | Đường bộ                            | Hoa Kỳ                                  |
| Pulaski Skyway | 5.636 m (18.491 ft)    | 168 m (551 ft)                | 1932                                        | Đường bộ                            | Hoa Kỳ                                  |
| Garden City Skyway | 5.633 m (18.481 ft)    | ?                             | 1963                                        | Đường bộ                            | Canada                                  |
| Albemarle Sound Bridge | 5.627 m (18.461 ft)    | ?                             | 1990                                        |                                     | Hoa Kỳ                                  |
| Bandra-Worli Sea Link | 5.600 m (18.400 ft)    | 250 m (820 ft)                | 2009                                        | Đường bộ                            | Ấn Độ                                   |
| Đường M6 | 5.600 m (18.400 ft)    | -                             | 1971                                        | Đường bộ                            | Vương quốc Liên hiệp Anh và Bắc Ireland |
| Cầu Mahatma Gandhi Setu | 5.575 m (18.291 ft)    | ?                             | 1982                                        | Đường bộ                            | Ấn Độ                                   |
| Cầu Vịnh Thâm Quyến | 5.545 m (18.192 ft)    | ?                             | 2006                                        | Đường bộ                            | Hồng Kông                               |
| Island Eastern Corridor (Causeway Bay to Quarry Bay section)                                                                     | 5.500 m (18.000 ft)    |                               | 1983                                        | Đường bộ                            | Hồng Kông                               |
| Cầu Đình Vũ – Cát Hải | 5.440 m (17.850 ft)    | 490 m (1.610 ft)              | 2017                                        | Đường bộ                            | Việt Nam                                |
| Cầu Suramadu (cross Madura Strait)                                                                                               | 5.438 m (17.841 ft)    | 434 m (1.424 ft)              | 2009                                        | Đường bộ                            | Indonesia                               |
| Cầu Dauphin Island | 5.430 m (17.810 ft)    | 122 m (400 ft)                | 1982                                        |                                     | Hoa Kỳ                                  |
| Cầu sông Xinkai Đường cao tốc liên vùng Bắc Kinh-Thiên Tân                                                                       | 5.371 m (17.621 ft)    | ?                             | 2007                                        | Đường sắt cao tốc                   | Trung Quốc                              |
| Cầu I thuộc Đường cao tốc King Fahd                                                                                              | 5.194 m (17.041 ft)    | ?                             | 1986                                        | Đường bộ                            | Ả Rập Xê Út                             |
| Second Severn Crossing | 5.128 m (16.824 ft)    | 456 m (1.496 ft)              | 1996                                        | Đường bộ                            | Vương quốc Liên hiệp Anh và Bắc Ireland |
| Cầu Zeeland | 5.022 m (16.476 ft)    | 95 m (312 ft)                 | 1965                                        | Đường bộ                            | Hà Lan                                  |
| Cầu sông Malir | 5.000 m (16.000 ft)    | ?                             | 2009                                        | Đường bộ                            | Pakistan                                |
| Cầu cạn Candaba | 5.000 m (16.000 ft)    | ?                             | 2005                                        |                                     | Philippines                             |
| Cầu Buckman | 4.968 m (16.299 ft)    | 76 m (249 ft)                 | 1970                                        | Đường bộ                            | Hoa Kỳ                                  |
| Cầu Tappan Zee | 4.881 m (16.014 ft)    | 736 m (2.415 ft)              | 1955                                        | Đường bộ                            | Hoa Kỳ                                  |
| Cầu Howard Frankland II | 4.846 m (15.899 ft)    | ?                             | 1991                                        | Đường bộ                            | Hoa Kỳ                                  |
| Cầu Wright Memorial | 4.828 m (15.840 ft)    | ?                             | 1930                                        | Đường bộ                            | Hoa Kỳ                                  |
| Cầu Jamuna | 4.800 m (15.700 ft)    | 100 m (330 ft) (47x)          | 1998                                        | Đường bộ & Đường sắt                | Bangladesh                              |
| Cầu Shenzhen Western Corridor | 4.770 m (15.650 ft)    | 210 m (690 ft)                | 2007                                        | Đường bộ                            | Trung Quốc và Hồng Kông                 |
| Cầu đường sắt Vembanad (Cochin) Bridge connecting ICTT Vallarpadam to Shoranur-Ernakulam Đường sắtway Line                       | 4.620 m (15.160 ft)    | ?                             | 2010                                        | Đường sắt                           | Ấn Độ                                   |
| Cầu Lindsay C. Warren | 4.550 m (14.930 ft)    | ?                             | 1960                                        |                                     | Hoa Kỳ                                  |
| Cầu Gandy I | 4.529 m (14.859 ft)    | ?                             | 1975                                        | Đường bộ                            | Hoa Kỳ                                  |
| Cầu Vĩnh Thịnh | 4.480 m (14.700 ft)    |                               | 2014                                        | Đường bộ                            | Việt Nam                                |
| Cầu Sault Ste. Marie International                                                                                               | 4.480 m (14.700 ft)    | ?                             | 1962                                        | Đường bộ                            | Hoa Kỳ và Canada                        |
| Cầu Jingzhou sông Trường Giang                                                                                                   | 4.398 m (14.429 ft)    | 500 m (1.600 ft)              | 2002                                        |                                     | Trung Quốc                              |
| Cầu Aqua | 4.384 m (14.383 ft)    | ?                             | 1997                                        | Đường bộ                            | Nhật Bản                                |
| Ponte Salgueiro Maia | 4.300 m (14.100 ft)    | ?                             | 2000                                        | Đường bộ                            | Bồ Đào Nha                              |
| Cầu Bayside | 4.270 m (14.010 ft)    | ?                             | 1993                                        | Đường bộ                            | Hoa Kỳ                                  |
| Hochstraße Elbmarsch | 4.258 m (13.970 ft)    | 35 m (115 ft)                 | 1974                                        | Đường bộ                            | Đức                                     |
| Cầu Commodore Barry | 4.240 m (13.910 ft)    | 501 m (1.644 ft)              | 1974                                        | Đường bộ & pedestrian               | Hoa Kỳ                                  |
| Cầu Gandy II | 4.226 m (13.865 ft)    | ?                             | 1997                                        | Đường bộ                            | Hoa Kỳ                                  |
| Cầu Vịnh Escambia | 4.224 m (13.858 ft)    | ?                             | 2004 (new span)                             | Đường bộ                            | Hoa Kỳ                                  |
| Cầu Greenville | 4.133 m (13.560 ft)    | 420 m (1.380 ft)              | 2007                                        | Đường bộ                            | Hoa Kỳ                                  |
| Cầu Rosario-Victoria | 4.098 m (13.445 ft)    | 330 m (1.080 ft)              | 2003                                        | Đường bộ                            | Argentina                               |
| Crescent City Connection | 4.093 m (13.428 ft)    | 480 m (1.570 ft)              | 1958                                        | Đường bộ                            | Hoa Kỳ                                  |
| Cầu Arthur Ravenel, Jr. | 4.023 m (13.199 ft)    | 471 m (1.545 ft)              | 2005                                        | Đường bộ                            | Hoa Kỳ                                  |
| Cầu Fred Hartman | 4.000 m (13.000 ft)    | 381 m (1.250 ft)              | 1995                                        | Đường bộ                            | Hoa Kỳ                                  |
| Cầu Zacatal | 3.982 m (13.064 ft)    | ?                             | 1994                                        | Đường bộ                            | México                                  |
| Cầu Chris Smith | 3.954 m (12.972 ft)    | 265 m (869 ft)                | 1973                                        |                                     | Hoa Kỳ                                  |
| Köhlbrandbrücke | 3.940 m (12.930 ft)    | 520 m (1.710 ft)              | 1974                                        | Đường bộ                            | Đức                                     |
| Cầu Herbert C. Bonner | 3.921 m (12.864 ft)    | ?                             | 1963                                        |                                     | Hoa Kỳ                                  |
| Cầu Akashi-Kaikyō | 3.911 m (12.831 ft)    | 1.991 m (6.532 ft)            | 1998                                        | Đường bộ                            | Nhật Bản                                |
| Cầu Nhật Tân | 3.900 m (12.800 ft)    |                               | 2015                                        | Đường bộ                            | Việt Nam                                |
| Cầu Lupu | 3.900 m (12.800 ft)    | 550 m (1.800 ft)              | 2003                                        | Đường bộ                            | Trung Quốc                              |
| Cầu Kênh đào Xuy-ê | 3.900 m (12.800 ft)    | 440 m (1.440 ft)              | 2001                                        | Đường bộ                            | Ai Cập                                  |
| Cầu Yuribey | 3.890 m (12.760 ft)    | 110 m (360 ft)                | 2009                                        | Đường sắt                           | Nga                                     |
| Cầu sông Kitakami | 3.868 m (12.690 ft)    | ?                             | 1982                                        | Đường sắt                           | Nhật Bản                                |
| Ponte della Libertà | 3.850 m (12.630 ft)    | ?                             | 1846/1933                                   | Đường bộ & Đường sắt                | Ý                                       |
| Đường cao tốc Queen Isabella | 3.810 m (12.500 ft)    | ?                             | 1974                                        | Đường bộ                            | Hoa Kỳ                                  |
| Cầu Mozambique Island | 3.800 m (12.500 ft)    | ?                             | 1969                                        | Đường bộ                            | Mozambique                              |
| Cầu cạn Santhià | 3.782 m (12.408 ft)    | ?                             | 2006                                        |                                     | Ý                                       |
| Cầu Rodoferroviária | 3.770 m (12.370 ft)    | 100 m (330 ft)                | 1998                                        | Đường bộ & Đường sắt                | Brazil                                  |
| Cầu Sky Gate R | 3.750 m (12.300 ft)    | ?                             | 1994                                        | Đường bộ & Đường sắt                | Nhật Bản                                |
| Cầu Vĩnh Tuy | 3.690 m (12.110 ft)    |                               | 2009                                        | Đường bộ                            | Việt Nam                                |
| Cầu Dona Ana | 3.670 m (12.040 ft)    | 80 m (260 ft)                 | 1934                                        | Đường sắt                           | Mozambique                              |
| Cầu Walt Whitman | 3.652 m (11.982 ft)    | 610 m (2.000 ft)              | 1957                                        | Đường bộ                            | Hoa Kỳ                                  |
| Cầu Humen sông Pearl | 3.618 m (11.870 ft)    | 888 m (2.913 ft)              | 1957                                        | Đường bộ                            | Trung Quốc                              |
| Cầu Ayrton Senna | 3.607 m (11.834 ft)    | ?                             | 1998                                        |                                     | Brazil                                  |
| Cầu cạn Fadalto | 3.567 m (11.703 ft)    | ?                             | 1990                                        |                                     | Ý                                       |
| Cầu Thăng Long | 3.500 m (11.500 ft)    |                               | 1974                                        | Đường bộ                            | Việt Nam                                |
| Cầu đường sắt Tay | 3.500 m (11.500 ft)    | ?                             | 1887                                        | Đường sắt                           | Vương quốc Liên hiệp Anh và Bắc Ireland |
| Cầu San Diego-Coronado | 3.407 m (11.178 ft)    | ?                             | 1969                                        | Đường bộ                            | Hoa Kỳ                                  |
| Cầu Hồ Jesup | 3.379 m (11.086 ft)    | ?                             | 1993                                        |                                     | Hoa Kỳ                                  |
| Cầu Saint-Nazaire | 3.356 m (11.010 ft)    | 404 m (1.325 ft)              | 1974                                        | Đường bộ                            | Pháp                                    |
| Cầu II thuộc Đường cao tốc King Fahd                                                                                             | 3.334 m (10.938 ft)    | ?                             | 1986                                        | Đường bộ                            | Bahrain                                 |
| Cầu Third | 3.300 m (10.800 ft)    | 260 m (850 ft)                | 1989                                        | Đường bộ                            | Brazil                                  |
| Cầu Delaware Memorial II | 3.291 m (10.797 ft)    | 655 m (2.149 ft)              | 1968                                        | Đường bộ                            | Hoa Kỳ                                  |
| Cầu Delaware Memorial I | 3.281 m (10.764 ft)    | 655 m (2.149 ft)              | 1951                                        | Đường bộ                            | Hoa Kỳ                                  |
| Cầu Luling | 3.261 m (10.699 ft)    | 376 m (1.234 ft)              | 1983                                        | Đường bộ                            | Hoa Kỳ                                  |
| Cầu Dames Point | 3.245 m (10.646 ft)    | 396 m (1.299 ft)              | 1989                                        | Đường bộ                            | Hoa Kỳ                                  |
| Cầu Storstrøm | 3.199 m (10.495 ft)    | 136 m (446 ft)                | 1937                                        | Đường bộ & Đường sắt                | Đan Mạch                                |
| Cầu Orinoquia | 3.156 m (10.354 ft)    | 300 m (980 ft)                | 2006                                        | Đường bộ & Đường sắt                | Venezuela                               |
| Cầu San Francisco-Vịnh Oakland                                                                                                   | 3.141 m (10.305 ft)    | 18 m (59 ft)                  | 1933                                        | Đường bộ                            | Hoa Kỳ                                  |
| Cầu Thanh Trì | 3.084 m (10.118 ft)    |                               | 2007                                        | Đường bộ                            | Việt Nam                                |
| Cầu Heishipu | 3.068 m (10.066 ft)    | 162 m (531 ft)                | 2004                                        |                                     | Trung Quốc                              |
| Nehru Setu | 3.065 m (10.056 ft)    | 31 m (102 ft)                 |                                             | Đường sắt                           | Ấn Độ                                   |
| Cầu Talmadge Memorial | 3.060 m (10.040 ft)    | 335 m (1.099 ft)              | 1990                                        | Đường bộ                            | Hoa Kỳ                                  |
| Kolia Bhomora Setu | 3.015 m (9.892 ft)     | ?                             | 1987                                        | Đường bộ                            | Ấn Độ                                   |
| Cầu treo Jiangyin | 3.000 m (9.800 ft)     | 1.385 m (4.544 ft)            | 1999                                        | Đường bộ                            | Trung Quốc                              |
| Cầu cạn C310 | 3.000 m (9.800 ft)     | ?                             | 2007                                        |                                     | Đài Loan                                |
| Cầu Re Island | 2.927 m (9.603 ft)     | 110 m (360 ft)                | 1988                                        |                                     | Pháp                                    |
| Cầu Benjamin Franklin | 2.918 m (9.573 ft)     | 533 m (1.749 ft)              | 1926                                        | Đường bộ, Đường sắt & pedestrian    | Hoa Kỳ                                  |
| Cầu Hiroshima Kaida | 2.900 m (9.500 ft)     | ?                             | 1990                                        |                                     | Nhật Bản                                |
| Cầu Rio-Antirio | 2.880 m (9.450 ft)     | 1.410 m (4.630 ft)            | 2004                                        | Đường bộ                            | Hy Lạp                                  |
| Cầu Queen Elizabeth II (Dartford Crossing)                                                                                       | 2.872 m (9.423 ft)     | 450 m (1.480 ft)              | 1991                                        | Đường bộ                            | Vương quốc Liên hiệp Anh và Bắc Ireland |
| Cầu Rạch Miễu | 2.868 m (9.409 ft)     | 270 m (890 ft)                | 2009                                        | Đường bộ                            | Việt Nam                                |
| Cầu Oleron | 2.862 m (9.390 ft)     | 80 m (260 ft)                 | 1966                                        |                                     | Pháp                                    |
| Cầu Second sông Quiantang | 2.861 m (9.386 ft)     | 80 m (260 ft)                 | 1991                                        |                                     | Trung Quốc                              |
| Rügenbrücke | 2.831 m (9.288 ft)     | 583 m (1.913 ft)              | 2007                                        | Đường bộ                            | Đức                                     |
| Big Obukhovsky Bridge | 2.824 m (9.265 ft)     | 382 m (1.253 ft)              | 2004                                        | Đường bộ                            | Nga                                     |
| Cầu Saratov | 2.804 m (9.199 ft)     | ?                             | 1965                                        | Đường bộ                            | Nga                                     |
| Cầu Giurgiu-Rousse | 2.800 m (9.200 ft)     | ?                             | 1954                                        | Đường bộ & Đường sắt                | Rumani và Bungary                       |
| Cầu Hornibrook | 2.800 m (9.200 ft)     | ?                             | 1935 (bị gỡ bỏ 2011)                        | Người đi bộ & xe đạp                | Úc                                      |
| Cầu Third Mainland | 2.800 m (9.200 ft)     | ?                             | 1988                                        | Đường bộ                            | Nigeria                                 |
| Cầu Cần Thơ | 2.750 m (9.020 ft)     | 550 m (1.800 ft)              | 2010                                        | Đường bộ                            | Việt Nam                                |
| Houghton Highway | 2.740 m (8.990 ft)     | ?                             | 1979                                        | Đường bộ                            | Úc                                      |
| Cầu Victoria | 2.790 m (9.150 ft)     | ?                             | 1859                                        | Đường bộ & Đường sắt                | Canada                                  |
| Cầu Godavari cũ | 2.745 m (9.006 ft)     | ?                             | 1900                                        |                                     | Ấn Độ                                   |
| Cầu Cổng Vàng | 2.737 m (8.980 ft)     | 1.280 m (4.200 ft)            | 1937                                        | Đường bộ                            | Hoa Kỳ                                  |
| Cầu Godavari mới | 2.730 m (8.960 ft)     | ?                             | 1997                                        | Đường bộ & Đường sắt                | Ấn Độ                                   |
| Cầu Laviolette | 2.707 m (8.881 ft)     | 335 m (1.099 ft)              | 1967                                        | Đường bộ                            | Canada                                  |
| Cầu Jacques Cartier | 2.687 m (8.816 ft)     | 334 m (1.096 ft)              | 1930                                        | Đường bộ                            | Canada                                  |
| Cầu Dumbarton | 2.621 m (8.599 ft)     | 104 m (341 ft)                | 1982                                        | Đường bộ, pedestrian & cyclist      | Hoa Kỳ                                  |
| Cầu Banghwa | 2.599 m (8.527 ft)     | 180 m (590 ft)                | 2000                                        |                                     | Hàn Quốc                                |
| Kremsbrücke Pressingberg | 2.607 m (8.553 ft)     | ?                             | 1980                                        | Đường bộ                            | Áo                                      |
| Cầu Alex Fraser | 2.602 m (8.537 ft)     | 465 m (1.526 ft)              | 1986                                        | Đường bộ                            | Canada                                  |
| Cầu Khabarovsk | 2.590 m (8.500 ft)     | ?                             | 1999                                        | Đường bộ & Đường sắt                | Nga                                     |
| Cầu Betsy Ross | 2.586 m (8.484 ft)     | 222 m (728 ft)                | 1976                                        | Đường bộ                            | Hoa Kỳ                                  |
| Cầu West Gate | 2.582 m (8.471 ft)     | 336 m (1.102 ft)              | 1978                                        | Đường bộ                            | Úc                                      |
| Governador Nobre de Carvalho | 2.570 m (8.430 ft)     | ?                             | 1974                                        | Đường bộ                            | Macau                                   |
| Cầu Vịnh Burlington | 2.561 m (8.402 ft)     | 150 m (490 ft)                | 1958                                        | Đường bộ                            | Canada                                  |
| Cầu Richard I. Bong Memorial | 2.559 m (8.396 ft)     | ?                             | 1985                                        | Đường bộ                            | Hoa Kỳ                                  |
| Cầu Forth | 2.529 m (8.297 ft)     | 521 m (1.709 ft)              | 1890                                        | Đường sắt                           | Vương quốc Liên hiệp Anh và Bắc Ireland |
| Cầu đường bộ Forth | 2.512 m (8.241 ft)     | 1.006 m (3.301 ft)            | 1964                                        | Đường bộ                            | Vương quốc Liên hiệp Anh và Bắc Ireland |
| Cầu Sunshine | 2.510 m (8.230 ft)     | 251 m (823 ft)                | 1964                                        | Đường bộ                            | Hoa Kỳ                                  |
| Cầu Penghu Trans-Oceanic | 2.494 m (8.182 ft)     | ?                             | 1970                                        | Đường bộ                            | Đài Loan                                |
| Cầu Thị Nại | 2.477 m (8.127 ft)     | 15 m (49 ft)                  | 2006                                        | Đường bộ                            | Việt Nam                                |
| Cầu cạn Drežnik | 2.485 m (8.153 ft)     | 70 m (230 ft)                 | 2001                                        |                                     | Croatia                                 |
| Cầu Zilwaukee | 2.466 m (8.091 ft)     | 119 m (390 ft)                | 1988                                        | Đường bộ                            | Hoa Kỳ                                  |
| Cầu cạn Millau | 2.460 m (8.070 ft)     | 342 m (1.122 ft)              | 2004                                        | Đường bộ                            | Pháp                                    |
| Cầu cạn Rama VIII | 2.450 m (8.040 ft)     | 300 m (980 ft)                | 2002                                        | Đường bộ & pedestrian               | Thái Lan                                |
| Cầu Leo Frigo Memorial | 2.430 m (7.970 ft)     | 137 m (449 ft)                | 1981                                        | Đường bộ                            | Hoa Kỳ                                  |
| Cầu John A. Blatnik | 2.430 m (7.970 ft)     | ?                             | 1961                                        | Đường bộ                            | Hoa Kỳ                                  |
| Cầu Vịnh Shantou | 2.425 m (7.956 ft)     | 452 m (1.483 ft)              | 1995                                        |                                     | Trung Quốc                              |
| Cầu Golden Ears | 2.410 m (7.910 ft)     | 968 m (3.176 ft)              | 2009                                        | Đường bộ                            | Canada                                  |
| Cầu Bubiyan | 2.380 m (7.810 ft)     | 54 m (177 ft)                 | 1983                                        |                                     | Kuwait                                  |
| Cầu Kingston-Rhinecliff | 2.375 m (7.792 ft)     | 244 m (801 ft)                | 1957                                        | Đường bộ                            | Hoa Kỳ                                  |
| Cầu Newburgh-Beacon | 2.374 m (7.789 ft)     | 305 m (1.001 ft)              | 1963                                        | Đường bộ                            | Hoa Kỳ                                  |
| Cầu Sidney Lanier | 2.371 m (7.779 ft)     | 381 m (1.250 ft)              | 2003                                        | Đường bộ                            | Hoa Kỳ                                  |
| Cầu General Artigas | 2.350 m (7.710 ft)     | 334 m (1.096 ft)              | 1975                                        | Đường bộ                            | Uruguay và Argentina                    |
| Cầu Long Thành | 2.346 m (7.697 ft)     |                               | 2014                                        | Đường bộ                            | Việt Nam                                |
| Cầu đường bộ Pamban | 2.345 m (7.694 ft)     | 115 m (377 ft)                | 1988                                        | Đường bộ                            | Ấn Độ                                   |
| Cầu Marabá Mixed | 2.340 m (7.680 ft)     | ?                             | 1984                                        |                                     | Brazil                                  |
| Cầu Juan Pablo II | 2.310 m (7.580 ft)     | ?                             | 1974                                        | Đường bộ                            | Chile                                   |
| Cầu nổi Evergreen Point | 2.310 m (7.580 ft)     | 2.285 m (7.497 ft) (floating) | 1963                                        | Đường bộ                            | Hoa Kỳ                                  |
| Cầu cạn Rho | 2.300 m (7.500 ft)     | ?                             | 2007                                        |                                     | Ý                                       |
| Cầu Fuller Warren | 2.286 m (7.500 ft)     | 76 m (249 ft)                 | 2002                                        | Đường bộ                            | Hoa Kỳ                                  |
| Cầu Ambassador | 2.283 m (7.490 ft)     | 564 m (1.850 ft)              | 1929                                        | Đường bộ                            | Canada và Hoa Kỳ                        |
| Cầu 25 de Abril | 2.278 m (7.474 ft)     | 1.013 m (3.323 ft)            | 1966                                        | Đường bộ & Đường sắt                | Bồ Đào Nha                              |
| Cầu sông Mahanadi | 2.258 m (7.408 ft)     | ?                             | ?                                           | Đường bộ & Đường sắt                | Ấn Độ                                   |
| Cầu Maurício Joppert | 2.250 m (7.380 ft)     | 112 m (367 ft)                | 1964                                        |                                     | Brazil                                  |
| Cầu Teodoro Moscoso | 2.250 m (7.380 ft)     | ?                             | 1993                                        | Đường bộ                            | Puerto Rico                             |
| Cầu đường bộ Tay | 2.250 m (7.380 ft)     | ?                             | 1966                                        | Đường bộ & pedestrian               | Vương quốc Liên hiệp Anh và Bắc Ireland |
| Cầu Beška | 2.250 m (7.380 ft)     | 210 m (690 ft)                | 1975                                        | Đường bộ                            | Serbia                                  |
| Cầu Jamestown-Verrazano | 2.240 m (7.350 ft)     | 183 m (600 ft)                | 1992                                        | Đường bộ                            | Hoa Kỳ                                  |
| Cầu Yên Lệnh | 2.230 m (7.320 ft)     |                               | 2004                                        | Đường bộ                            | Việt Nam                                |
| Cầu McKees Rocks | 2.225 m (7.300 ft)     | 229 m (751 ft)                | 1931                                        | Đường bộ                            | Hoa Kỳ                                  |
| Cầu Anping | 2.223 m (7.293 ft)     | ?                             | 1151                                        | Pedestrian                          | Trung Quốc                              |
| Cầu Humber | 2.220 m (7.280 ft)     | 1.410 m (4.630 ft)            | 1981                                        | Đường bộ, pedestrian & cyclist      | Vương quốc Liên hiệp Anh và Bắc Ireland |
| Cầu Novo Oriente | 2.200 m (7.200 ft)     | 50 m (160 ft)                 | 1990                                        |                                     | Brazil                                  |
| Cầu Thanh Mã | 2.200 m (7.200 ft)     | 1.377 m (4.518 ft)            | 1997                                        | Đường bộ & Đường sắt                | Hồng Kông                               |
| Cầu San Juanico | 2.200 m (7.200 ft)     | 1.377 m (4.518 ft)            | 1979                                        | Đường bộ & pedestrian               | Philippines                             |
| Cầu Abraham Lincoln Memorial | 2.170 m (7.120 ft)     | 189 m (620 ft)                | 1987                                        | Đường bộ                            | Hoa Kỳ                                  |
| Cầu Llacolen | 2.157 m (7.077 ft)     | ?                             | 2000                                        |                                     | Chile                                   |
| Cầu Novosibirsk Metro | 2.145 m (7.037 ft)     | ?                             | 1986                                        | Đường sắt (tàu điện ngầm)           | Nga                                     |
| Pont de Normandie | 2.141 m (7.024 ft)     | 856 m (2.808 ft)              | 1995                                        | Đường bộ                            | Pháp                                    |
| Cầu Igelsta | 2.140 m (7.020 ft)     | 100 m (330 ft)                | 1995                                        | Đường sắt                           | Thụy Điển                               |
| Viadotto San Floriano | 3.567 m (11.703 ft)    | ?                             | 1990                                        |                                     | Ý                                       |
| Cầu Surgut | 2.110 m (6.920 ft)     | 408 m (1.339 ft)              | 2000                                        | Đường bộ                            | Nga                                     |
| Cầu Phú Mỹ | 2.230 m (7.320 ft)     | 380 m (1.250 ft)              | 2009                                        | Đường bộ                            | Việt Nam                                |
| Cầu Des Plaines River Valley | 2.100 m (6.900 ft)     | ?                             | 2007                                        | Đường bộ                            | Hoa Kỳ                                  |
| Cầu Port Mann | 2.093 m (6.867 ft)     | 366 m (1.201 ft)              | 1964                                        | Đường bộ                            | Canada                                  |
| Cầu Manhattan | 2.089 m (6.854 ft)     | 448 m (1.470 ft)              | 1909                                        | Đường bộ, Đường sắt & pedestrian    | Hoa Kỳ                                  |
| Cầu đường sắt Pamban | 2.065 m (6.775 ft)     | 115 m (377 ft)                | 1914                                        | Đường sắt                           | Ấn Độ                                   |
| Cầu đường sắt Honavar | 2.065 m (6.775 ft)     | ?                             | ?                                           | Đường sắt                           | Ấn Độ                                   |
| Cầu Poughkeepsie | 2.064 m (6.772 ft)     | 160 m (520 ft)                | 1889                                        | Pedestrian                          | Hoa Kỳ                                  |
| Asparuhov Most | 2.050 m (6.730 ft)     | 160 m (520 ft)                | 1976                                        | Đường bộ                            | Bungary                                 |
| Cầu Verrazano-Narrows | 2.034 m (6.673 ft)     | 1.298 m (4.259 ft)            | 1964                                        | Đường bộ                            | Hoa Kỳ                                  |
| Cầu III của Đường cao tốc King Fahd                                                                                              | 2.034 m (6.673 ft)     | ?                             | 1986                                        | Đường bộ                            | Ả Rập Xê Út                             |
| Cầu Lacey V. Murrow Memorial | 2.019 m (6.624 ft)     | ?                             | 1993                                        | Đường bộ                            | Hoa Kỳ                                  |
| Cầu Delaware River-Turnpike Toll                                                                                                 | 2.003 m (6.572 ft)     | 208 m (682 ft)                | 1956                                        | Đường bộ                            | Hoa Kỳ                                  |